# سرجو مارکی
سرجو مارکی (به ایتالیایی: Sergio Marchi) بازیکن فوتبال و اهل ایتالیا است که از سال ۱۹۳۹ میلادی عضو تیم ملی فوتبال ایتالیا بوده و در ۱ بازی ملی حضور داشته‌است. او در بازی‌های ملی‌اش گلی به ثمر نرساند.
سرجو مارکی آخرین بازی ملی خود را در سال ۱۹۳۹ میلادی انجام داد.